# Batovina
Batovina (Uranoscopus scaber) riba je iz porodice Uranoscopidae.  Kod nas se još naziva i bežmek, čaća, čaće, batoglav, badić, neblogled, bokainkavo, lepur, cikalo, pušac,.... Ovo je jedina riba iz ove porodice koja živi u Jadranskom moru, a cijela porodica je po izgledu slična izgledu riba iz porodice pauka. Glava mu je velika, spljoštena odozgo i deblja od ostatka tijela. Usta su mu okrenuta prema gore. Smeđo-sive je boje, s malim, slabo primjetnim pjegama. Živi na dubinama od 5 do 400m, iako ga se većinom može naći na dubinama do 50 m, i to na pjeskovitim i muljevitim terenima gdje živi zakopan, tako da mu viri samo dio usta, u kojima se nalazi posebna kožica kojom mami ribice i tako ih hvata. Naraste do 40 cm duljine i do težine od 1 kg. Mrijesti se pri kraju proljeća, kada proizvodi niskofrekventne zvukove (5-10 Hz) i električne podražaje od nekoliko sekundi trajanja. Jestiva je i cijenjena riba, poznata po svojoj izdržljivosti van vode, jer u tim uvjetima može živjeti i 6 sati. 

## Rasprostranjenost
Ova vrsta živi na istočnom dijelu Atlantika, kao i na cijelom Mediteranu.

## Vanjske poveznice
|  | Zajednički poslužitelj ima još gradiva o temi Batovina |
|  | Wikivrste imaju podatke o taksonu Batovina             |